# 電撃hp
電撃hp（でんげきエイチピー）とは1998年12月から2007年10月までメディアワークス（現：アスキー・メディアワークス）より発行されていたライトノベル中心の小説誌である。

## 概要
1998年12月18日に創刊された。Volume.1から8までは季刊だったが、Volume.9以降は隔月刊となった。Volume.38から誌面がリニューアル。雑誌のように番号が付けられ定期的に発売されていたが実際にはISBNがつき、Cコードで単行本に分類される書籍扱いであった。またバックナンバーも通常の本と同じように流通し、買うことが出来る。定価は945円及び720円（税込）。これは号によってページ数がまちまちな為である。
なお増刊号の電撃hp SPECIAL（年2回刊）は、月刊コミック電撃大王増刊として発行される雑誌扱いであったためバックナンバーの入手は困難。
電撃文庫で活躍している作家が中心となって執筆していた。また、電撃hp短編小説賞の母体雑誌でもあった。
非常にページ量が多い構成を活かし、しばしば特殊な作品について発売する前にほぼ1巻分まるまる掲載するという試みを行っていて、この試みから時雨沢恵一『キノの旅』などの作品が書籍化に至っている。
2007年10月10日発売のVolume.50の誌面で「電撃hp」としての発行を終えることが発表され（事実上の休刊）、編集体制は同年12月10日発売の新雑誌「電撃文庫MAGAZINE」に継承された。